# Музей історії Києва
Музей історії міста Києва — музейно-виставковий комплекс, що складається з постійної історичної експозиції та виставкового центру. Репрезентує різноманітні історичні, мистецькі та пізнавальні проєкти. У ньому висвітлюються різні аспекти історії, літератури, науки, мистецтва, суспільно-політичного життя міста.

## Історія
Ініціативу створення музею історії Києва висловив ще академік Олексій Новицький. Його експозицію  він планував розгорнути на основі розкопок, що проводились в центральній частині Києва в 1926–1927 роках. Київська музейна нарада, яка відбулася в листопаді 1927 року, повністю підтримала його пропозиції.
«Музей історії міста Києва» створено 14 листопада 1978 року та відкрито у першому кварталі 1979 року в Будиноку житловому Я. Биковського на Подолі (вул. Костянтинівська, 6/8). Музейне зібрання на той час складалося з археологічних матеріалів, переданих Інститутом археології Академії наук УРСР, етнографічної та нумізматичної колекцій, колекції ікон, стародруків, поштових листівок, подарунків від підприємств, установ та мешканців Києва. За короткий проміжок часу фонди музею збільшилися до 36 тисяч одиниць. Через брак виставкової площі експонуватися могли лише 5—6 % експонатів, тому музей було переміщено до Кловського палацу (пам'ятка архітектури національного значення XVIII століття по вул. Пилипа Орлика, 8) і відкрито 26 травня 1982 року у дні святкування 1500-річного ювілею міста.
У Кловському палаці Музей розміщувався більше двадцяти років та мав 18 експозиційних та актовий зали, адміністративні приміщення та фондосховища. За цей час Музей здобув славу одного з найкращих культурно-просвітницьких закладів столиці України і став візитною карткою стародавнього Києва. Однак, за розпорядженням Кабінету Міністрів України № 506 від 11 серпня 2003 р., будівля Кловського палацу була передана Верховному Суду України. З 10 березня 2004 р. Музей було закрито для відвідувань і «переміщено» на 4 та 5 поверхи в Палац мистецтв «Український дім» по вул. Хрещатик, 2.
06 червня 2012 року під натиском громадськості у користування «Музею історії міста Києва» було передано будівлю торгово-офісного центру біля станції метро «Театральна» по вул. Богдана Хмельницького, 7, де з 22 серпня 2012 р. Музей історії міста Києва відновив експозиційно-виставкову діяльність, і нині функціонує як музейно-виставковий центр «Музей історії міста Києва».

## Приміщення та колекція
Основні будівлі музею:
- Музейно-виставковий центр «Музей історії міста Києва» (вул. Б. Хмельницького, 7). Використовується для постійної та тимчасових експозицій, адміністрації «Музею історії міста Києва» та його філій.

- Український дім (вул. Хрещатик 2). 4, 5 поверхи використовуються для фондових сховищ, співробітників відділу фондів, наукових відділів музею та господарської служби.

На січень 2018 року музейне зібрання «Музею історії міста Києва» налічує понад 280 тисяч музейних предметів основного та майже 31 500 науково-допоміжного фондів і складається з археологічної, нумізматичної, етнографічної колекцій, а також з тематичних комплексів сучасного періоду. Це й київські пам'ятки пізньопалеолітичного періоду (Кирилівська стоянка), й археологічні знахідки кам'яної доби, доби бронзи (Трипільська культура), знайдені українськими вченими під час археологічних розкопок, здійснених на теренах Києва; рідкісні кам'яні візантійські іконки та унікальний фресковий живопис з розкопок князівського палацу Давнього Києва; реліквії київського самоврядування, зокрема, печатки київських ремісничих цехів. Окрасою зібрання є колекція стародруків XVI—XVII ст., колекції фаянсу та порцеляни Києво-Межигірської фабрики та фабрики Міклашевського, оригінальні комплекси-інтер'єри: дворянська вітальня початку ХІХ ст., музична вітальня з колекцією музичних інструментів кінця XVIII–поч. ХІХ ст., реміснича світлиця, швецька майстерня, фотоательє початку ХХ ст. Величезним здобутком науковців Музею є зібрання комплексів матеріалів Михайла Грушевського, Павла Скоропадського, великих вчених, авіаконструкторів, письменників: Ігоря Сікорського, Олега Антонова, Євгена та Бориса Патонів, Михаїла Булгакова, — імена яких відомі не тільки в Україні, а й далеко за її межами. Окрасою музейного зібрання є й колекція живопису: твори першого народного художника України Григорія Світлицького, живописні роботи видатних українських митців Сергія Шишка, Олександра Хвостенка-Хвостова, Тетяни Яблонської та багатьох інших.

### Експонати

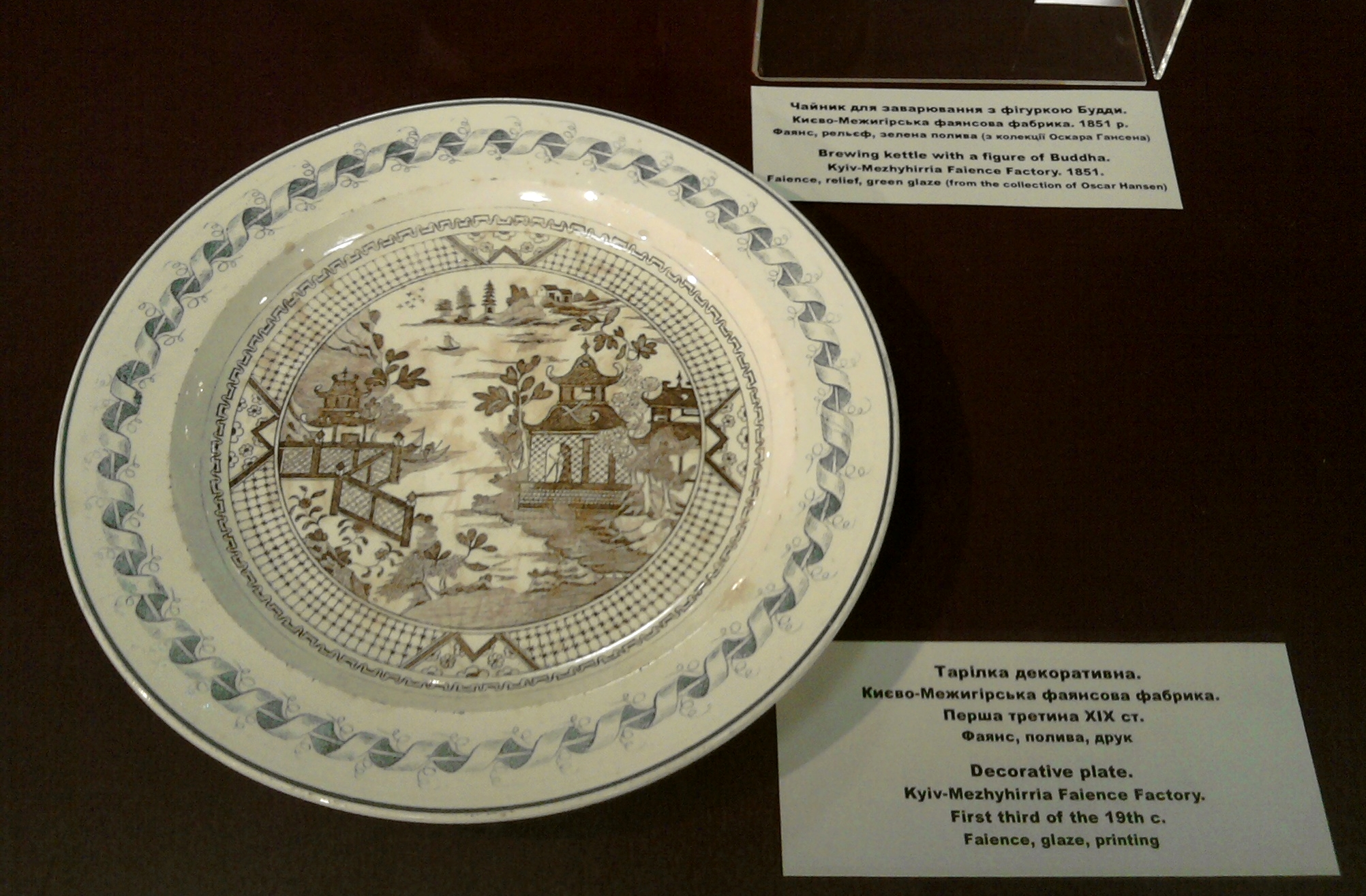
Тарілка Києво-Межигірської фаянсової фабрики
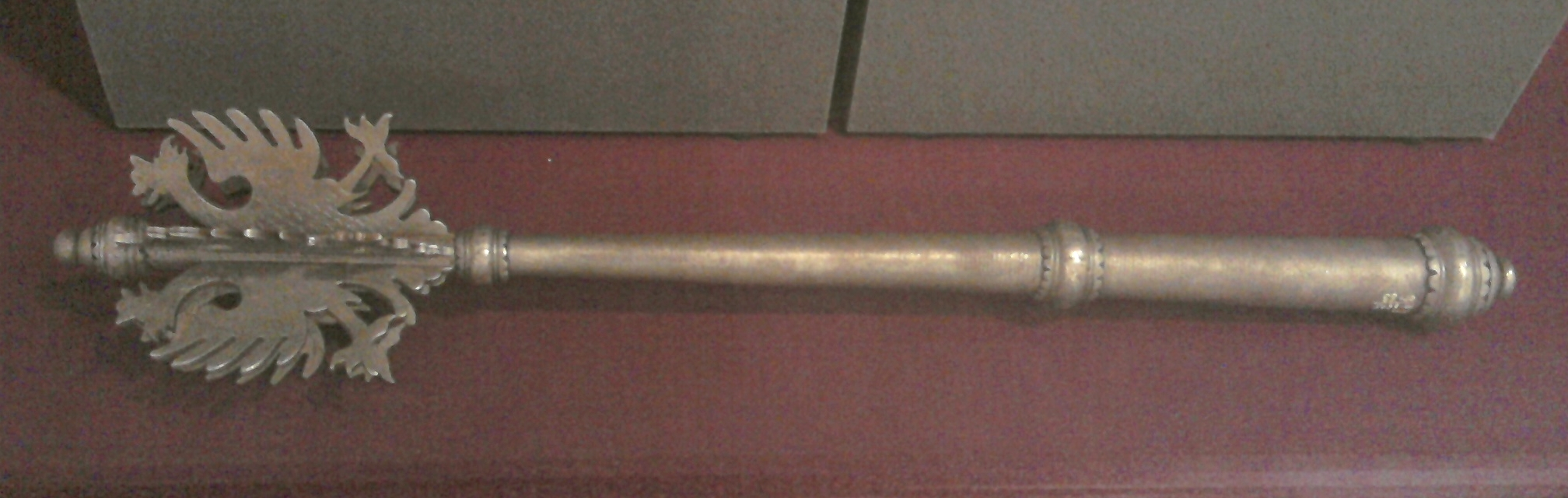
Булава кінець 17 ст.
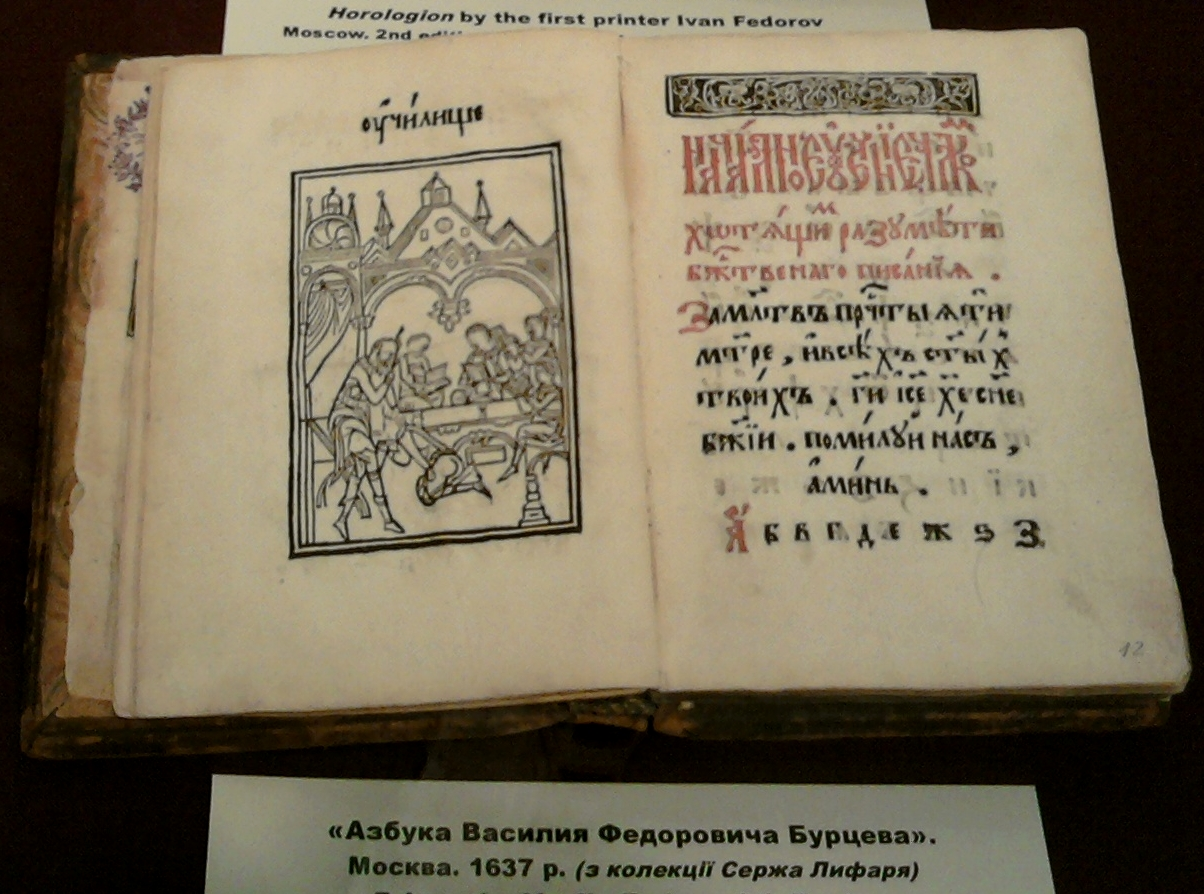
Азбука Василя Федоровича Бурцева 1637 р., Москва
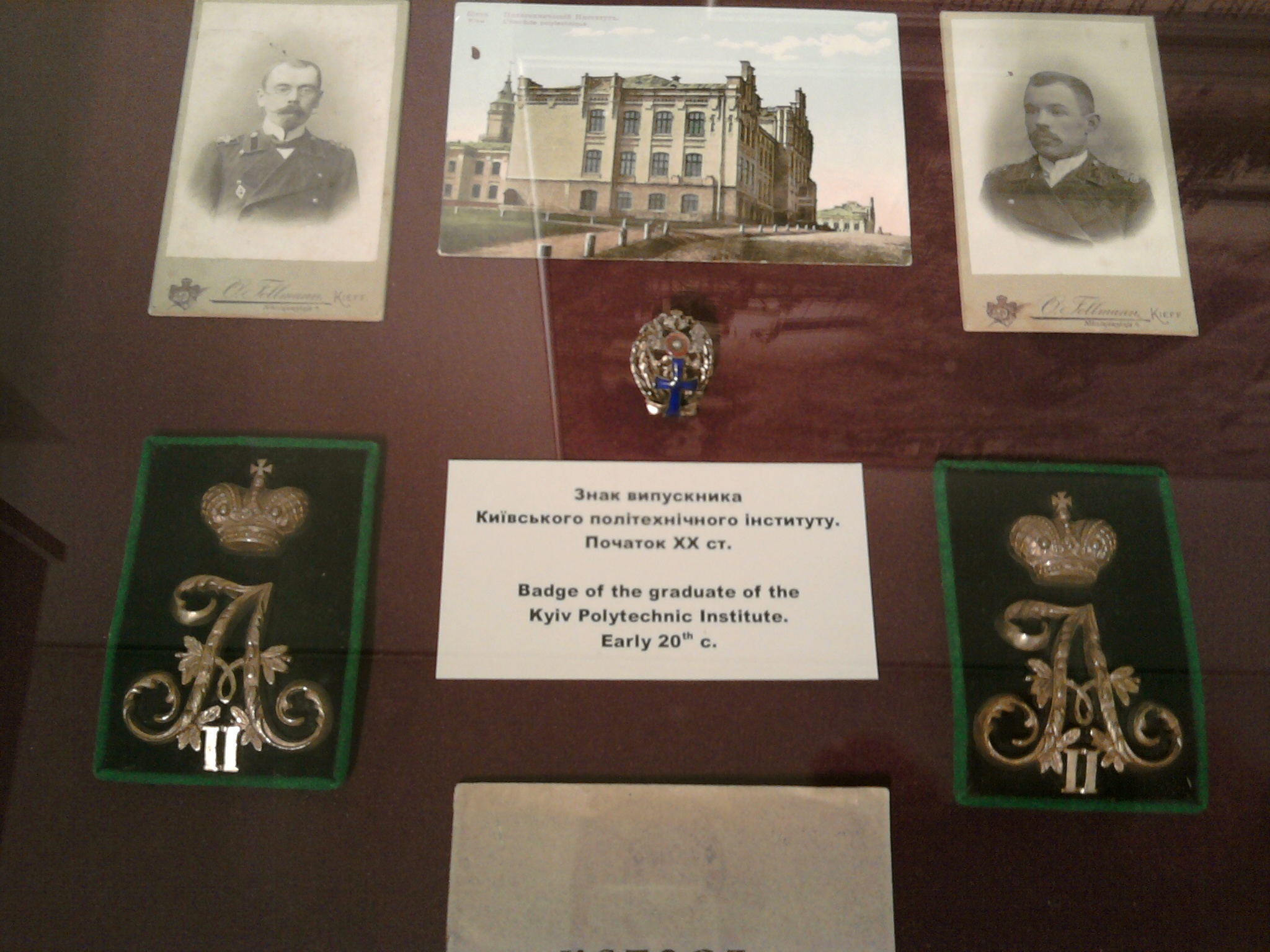
Знак випускника КПІ [Архівовано 27 жовтня 2012 у Wayback Machine.]
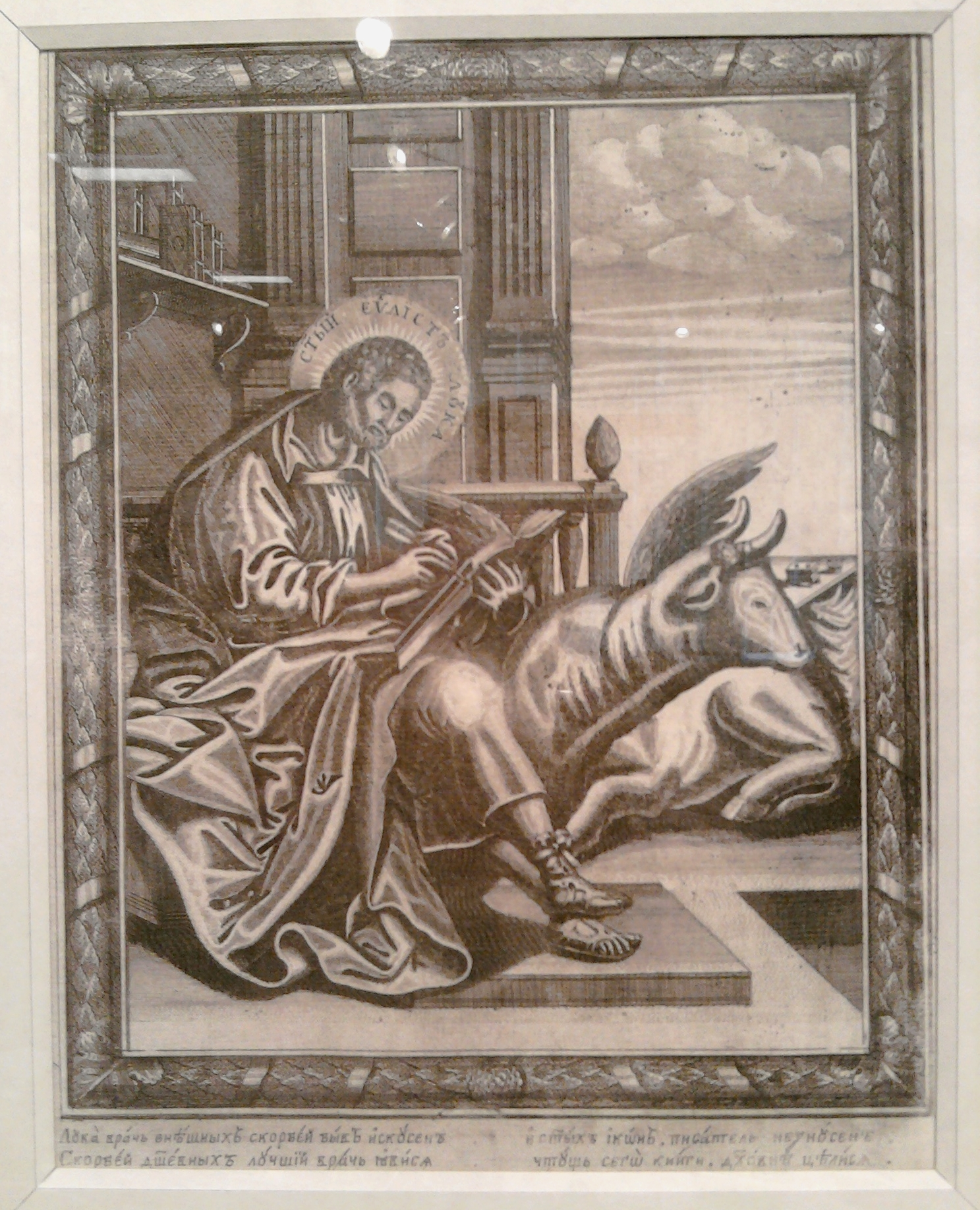
Графіка
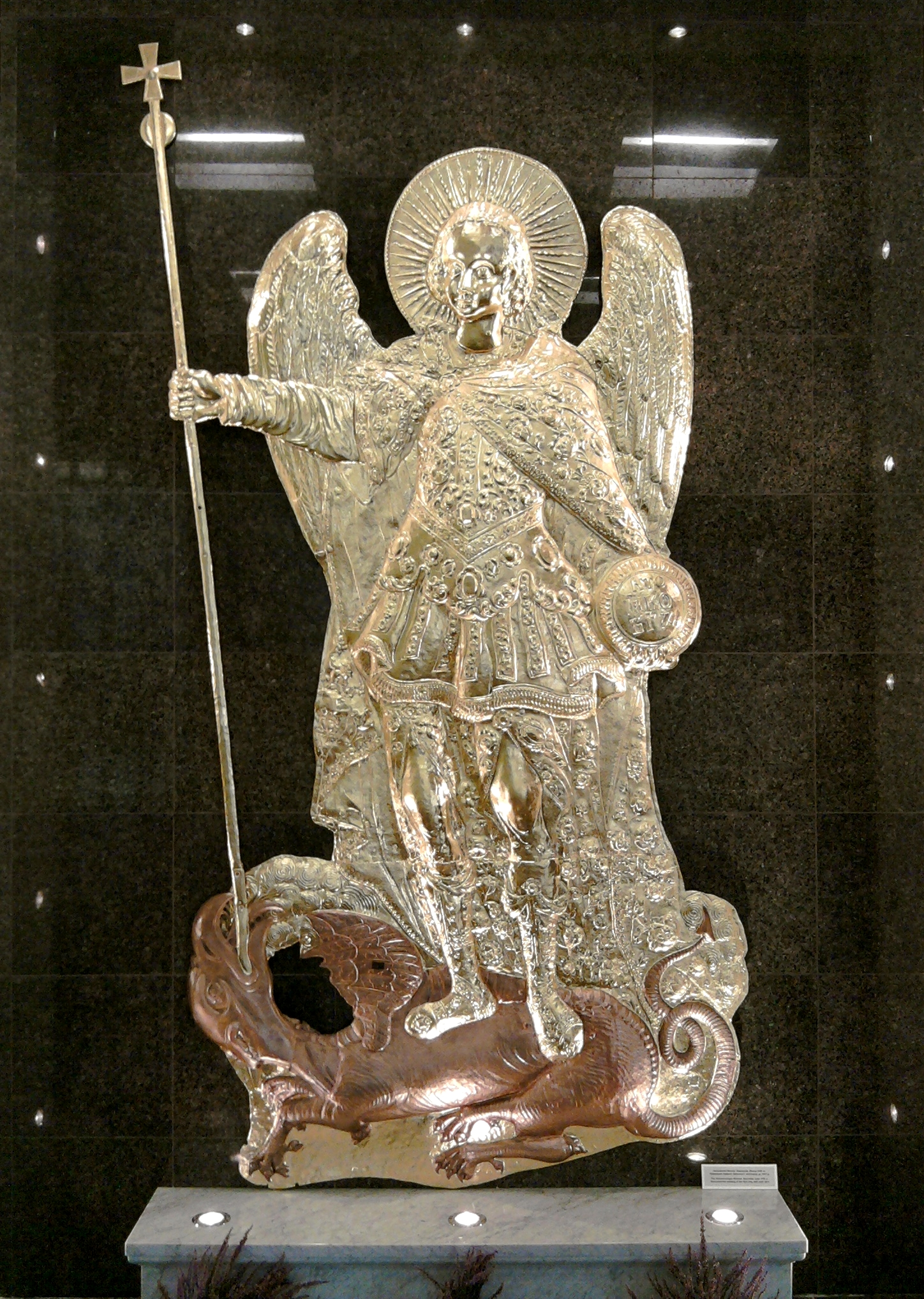
Святий Архангел Михаїл
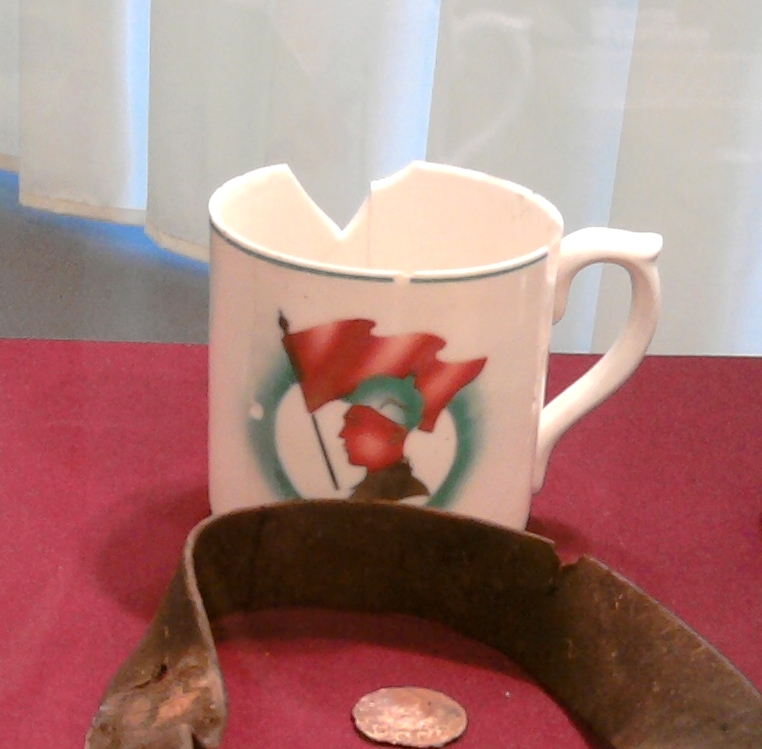
Чашка, знайдена в Биківнянській могилі

## Проблеми з приміщенням
Попри два базові приміщення Музей історії міста Києва має велику проблему — відсутність належного експозиційного простору для достойного представлення історії столиці Русі — Києва.
Цієї проблеми не було у Кловському палаці, де експозиція розміщувалась у 18 залах та мала методично вивірену структуру.
Волюнтаристське рішення уряду у 2004 р. про виселення Музею з цього історичного місця завдало гуманітарного удару Києву та його головному культурному закладу, від якого музей потерпає донині. Музей не може розгорнути цілісну і варту історії міста експозицію через загальну недостатність та непристосованість площ.

### Лист-звернення до президента Володимира Зеленського
В кінці червня 2019 року Музей історії міста Києва звернувся з відкритим листом до президента України Володимира Зеленського у зв'язку з його наміром перенести Офіс президента з будівлі по вул. Банкова до будівлі Українського дому, де зберігаються фонди музею:
 «Упродовж 15 років перебування в Українському домі колектив Музею історії міста Києва неодноразово звертався до вищого керівництва держави з проханням вирішити питання щодо надання чи спорудження будівлі для нашого Музею. Минулого року депутатами Київської міської ради було підтримано клопотання Музею історії міста Києва про передачу йому будівлі Гостинного двору, що знаходиться на Контрактовій площі. Утім, ця споруда досі не передана у комунальну власність столиці, оскільки немає відповідного рішення Кабінету міністрів України. Таким чином, якщо буде остаточно ухвалене рішення про переміщення Офісу Президента до Українського дому, унікальним фондам Музею історії міста Києва загрожує загибель, оскільки чергове тимчасове та невідповідне приміщення сприятиме їхній руйнації та можливому остаточному знищенню», — зазначено у зверненні.

## Виставковий центр
Музей налічує чотири виставкових зали, а також конференц-зал, де регулярно репрезентуються експозиції відомих митців України та зарубіжжя, відбуваються масштабні культурні заходи, вистави, аукціони, концерти, лекції, семінари. Зокрема тут проходили виставки живопису славнозвісних українських митців Анатолія Криволапа, Івана Марчука, Віктора Зарецького, Юрія Нагулко, міжнародний проєкт «Українське коло: до сторіччя визвольних змагань (1917—1921 рр.)», виставки історичних реліквій «Щоб зберегти на всі віки скарби козацької доби!», «Перлини київського фарфору», фестиваль «Скандинавська ніч», а також виставка «Шовковий шлях. Мистецтво та сучасні художники з Італії».

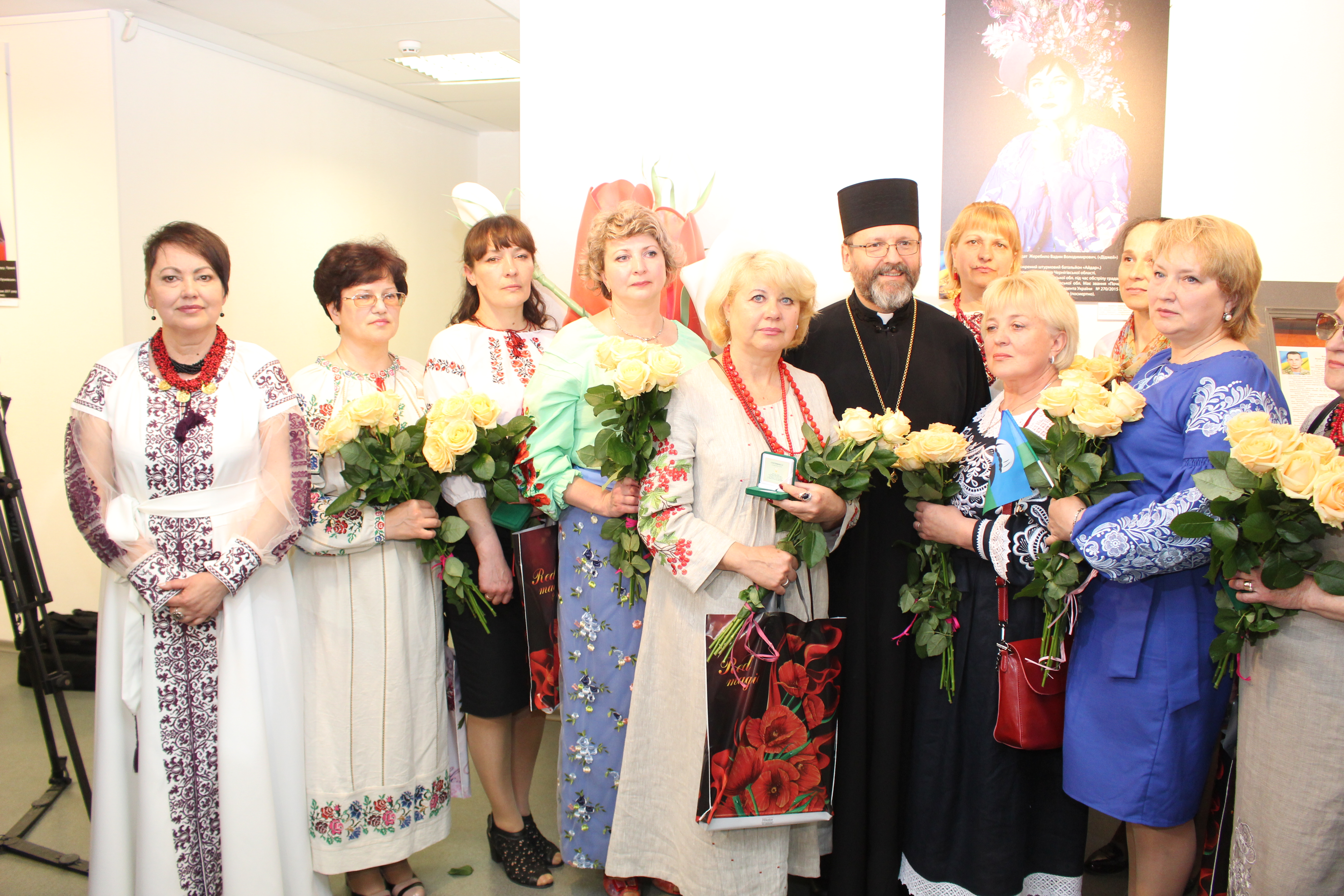
Вікриття виставки "Сильні духом. Мами", присвяченої вшануванню пам'яті Героїв, що загинули на Сході України
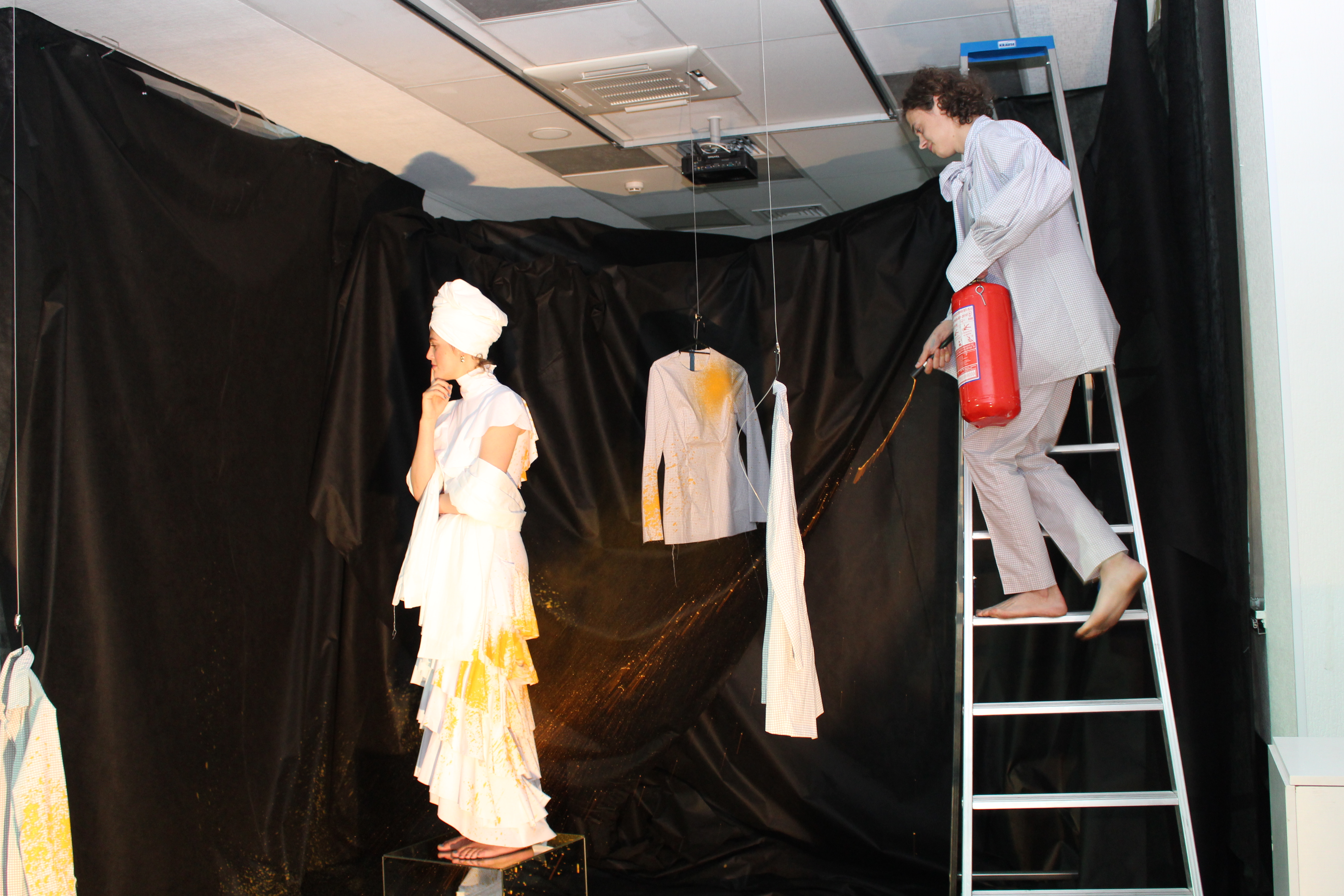
Перформанс на відкритті виставки "Чорний командир", що проходила в рамках "Kyiv art week"
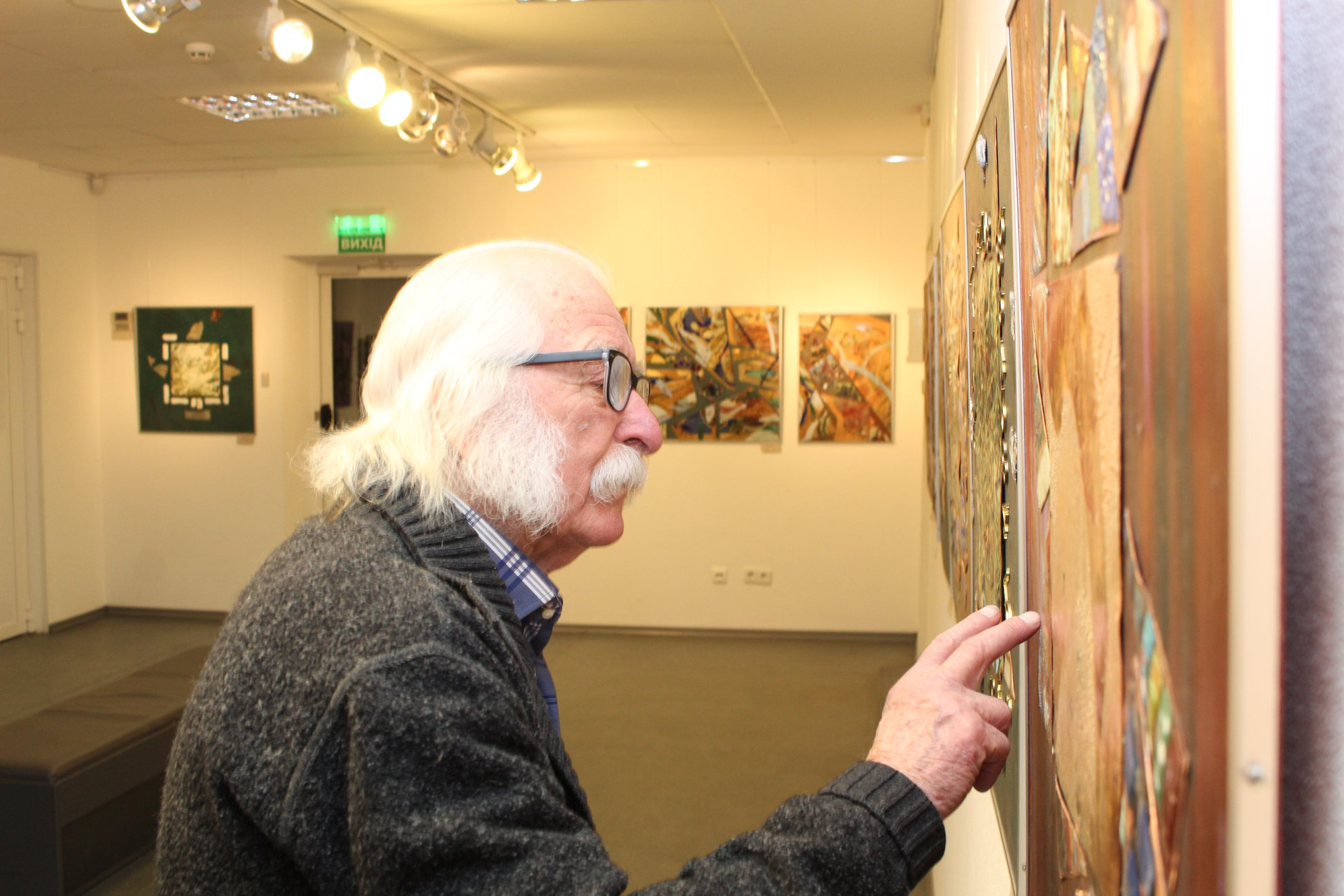
Іван Марчук на відкритті виставки емалей Олександра Бородая
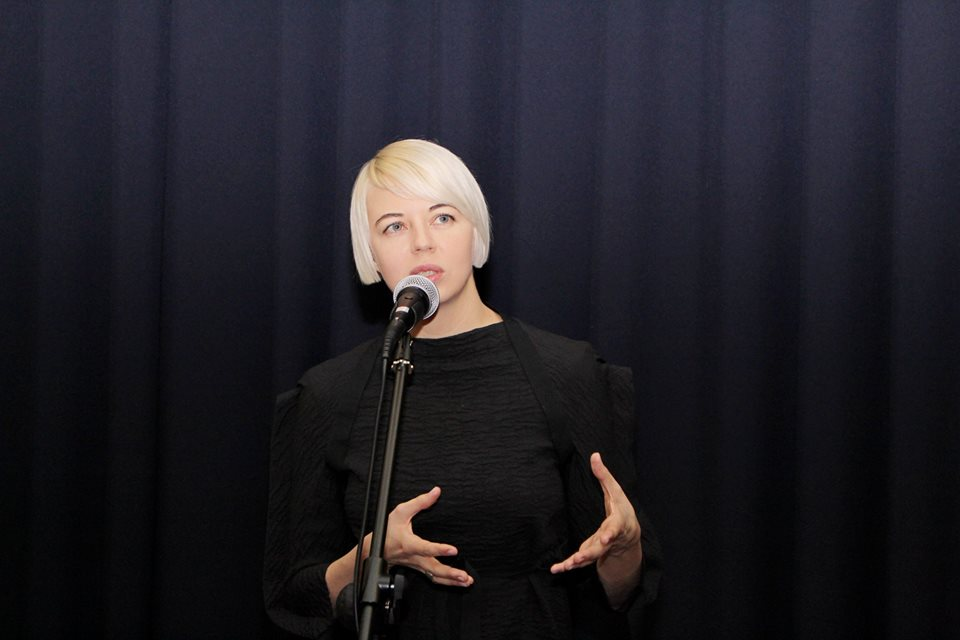
Відома українська співачка Onuka на відкритті історичної виставки "Традиційні ґаджети. Виставка київської керамічної іграшки від Русі до сучасності"
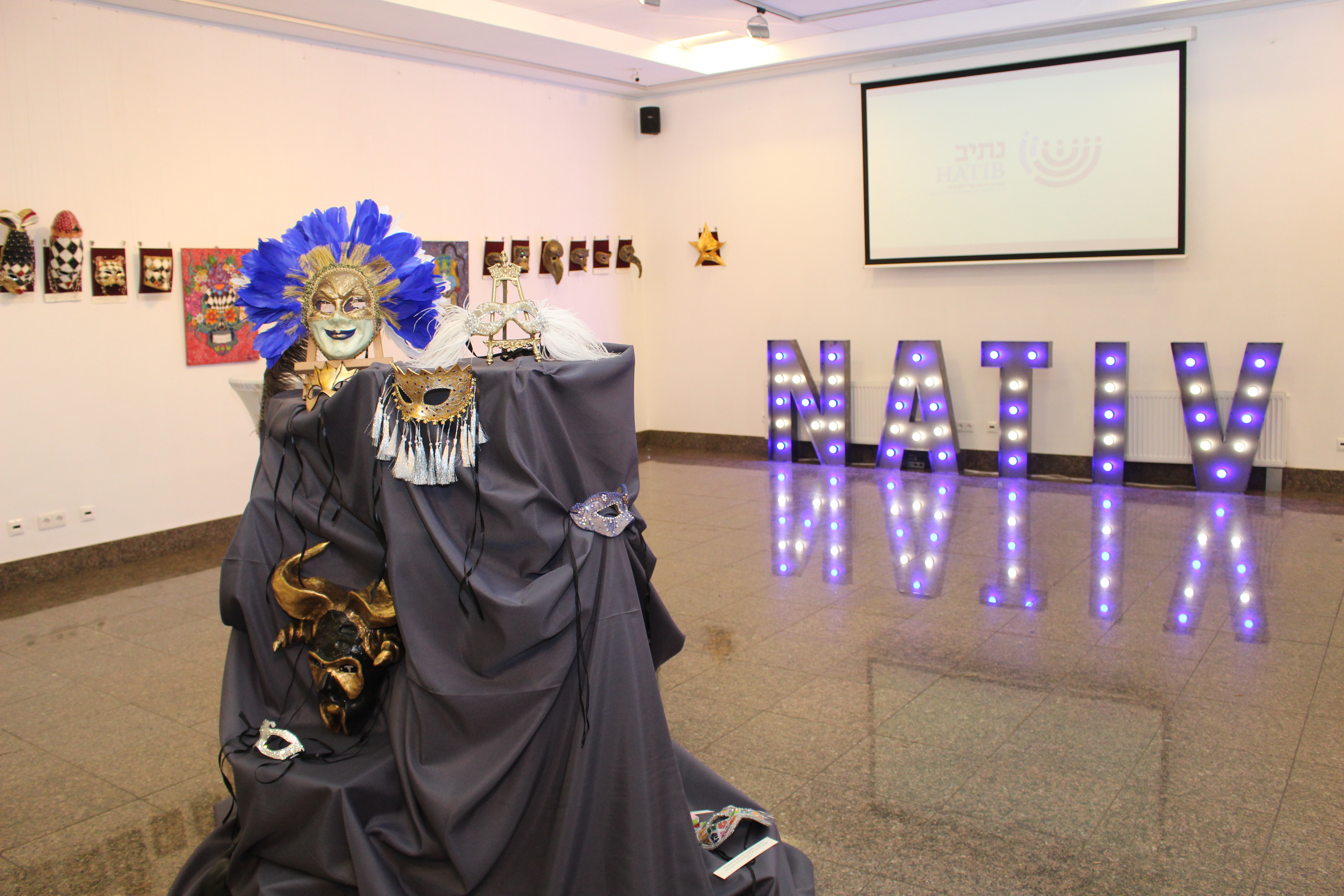
Виставка авторських масок Марини Лапи "Пурімшпіль" за підтримки посольства Ізраїлю
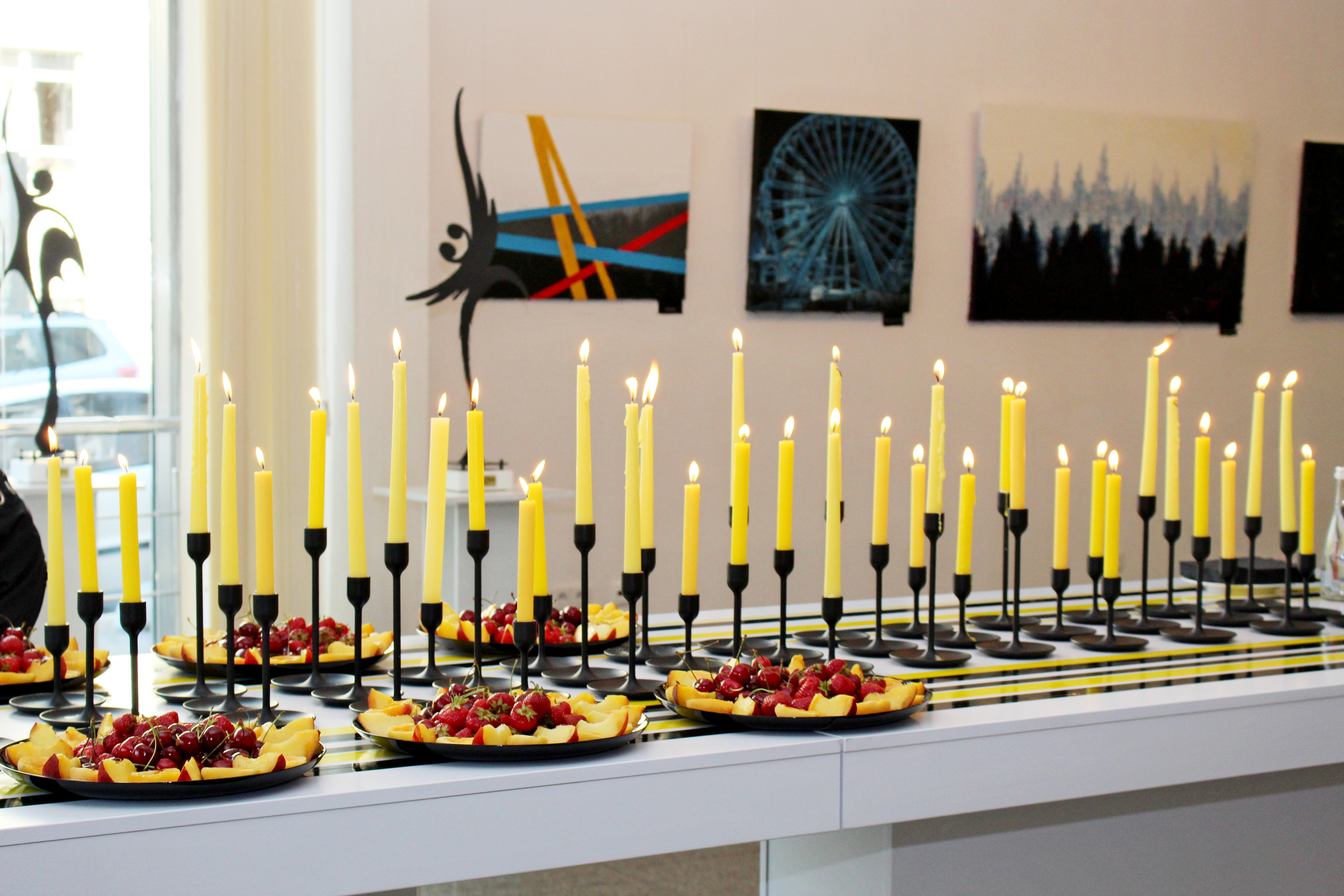
Відкриття україно-ліванського проекту "Тріумф чорного кольору"
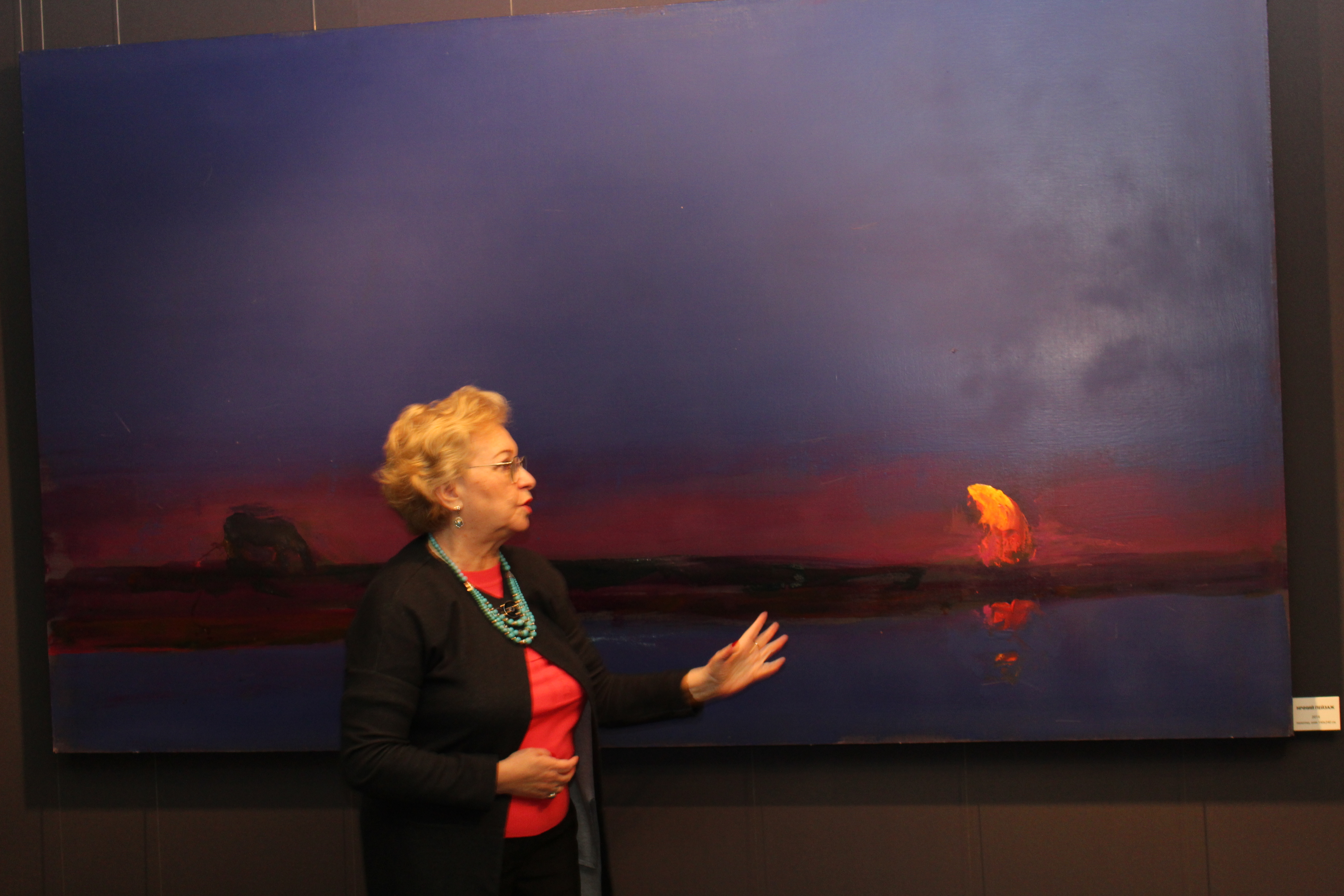
Відома мистецтвознавиця Ганна Владимирська на відкритті виставки Анатолія Криволапа "У цьому полі, синьому..."
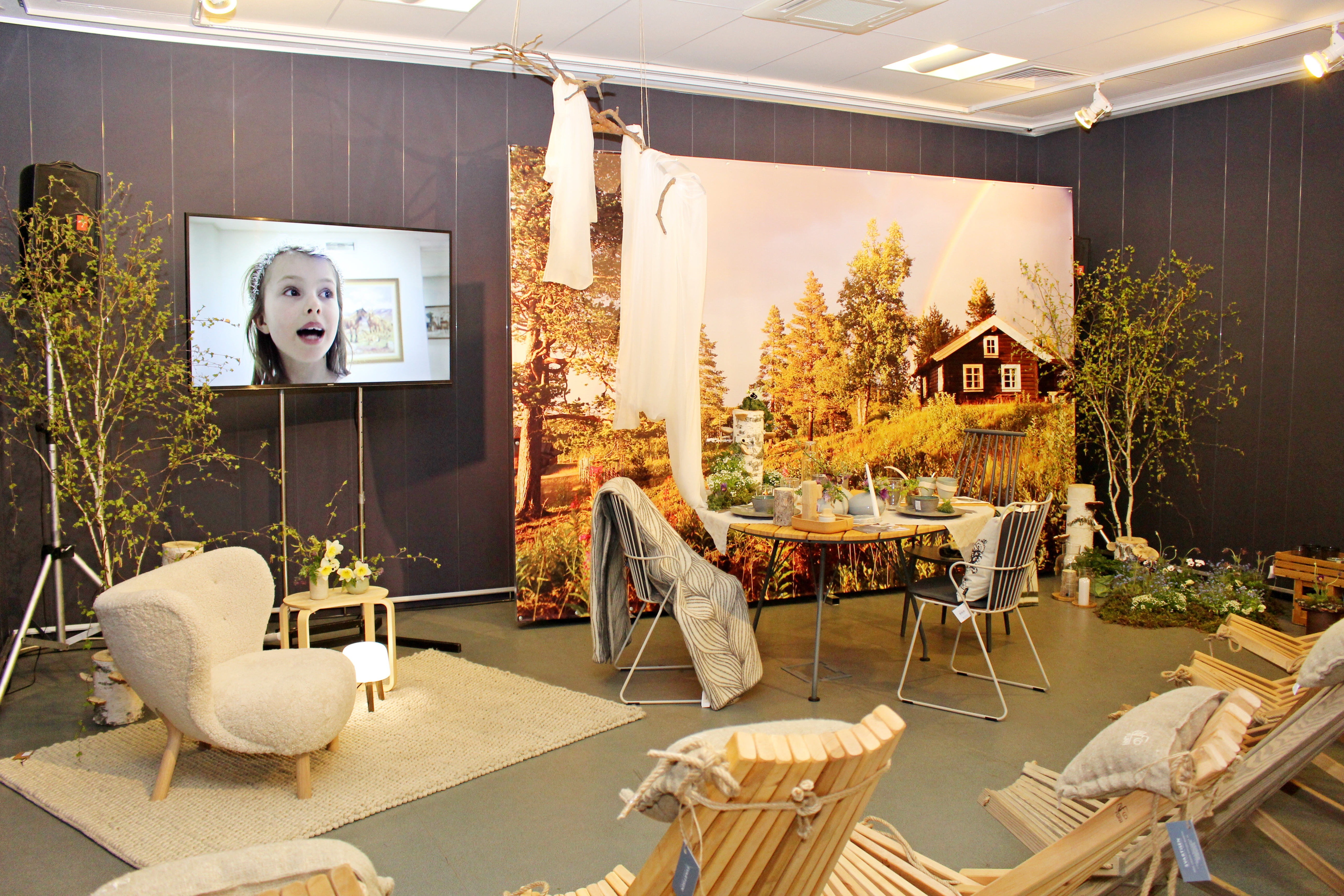
Фестиваль "Скандинавська ніч"
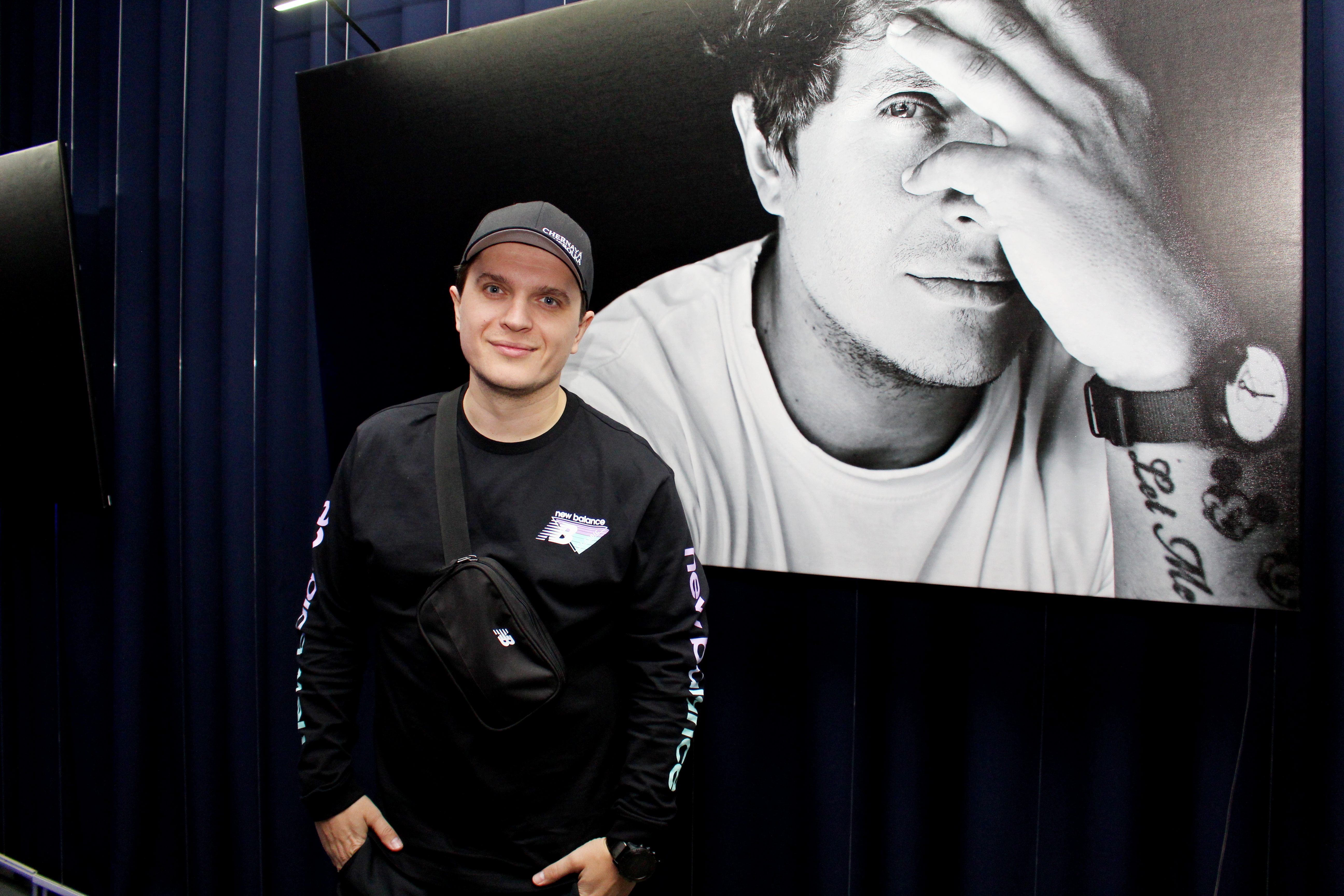
Відомий телеведучий Дядя Ваня на відкритті фотовиставки "Підгледіла"
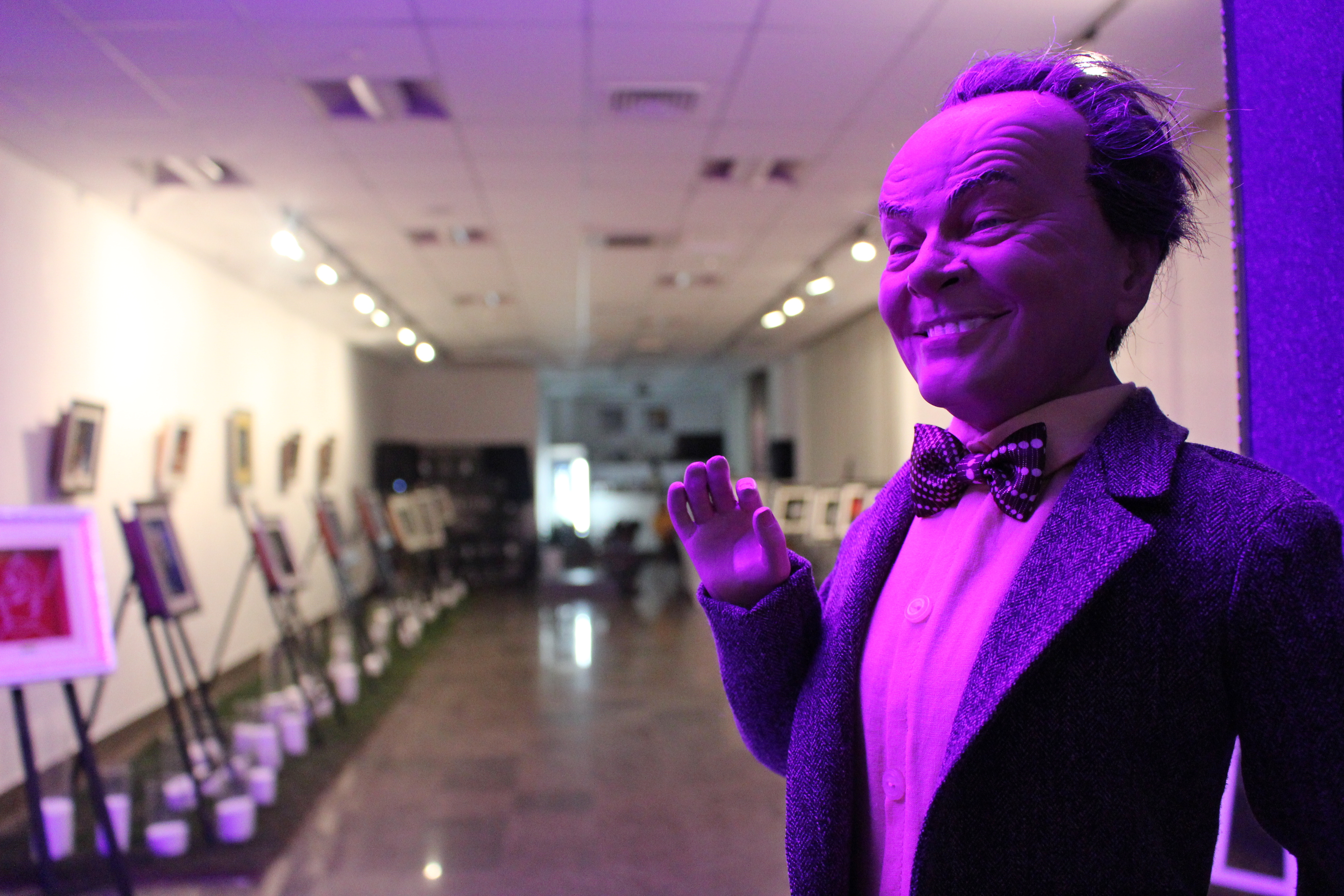
Лялька Джека Ніколсона на виставці дизайнерських подарунків Тетяни Нікітіної
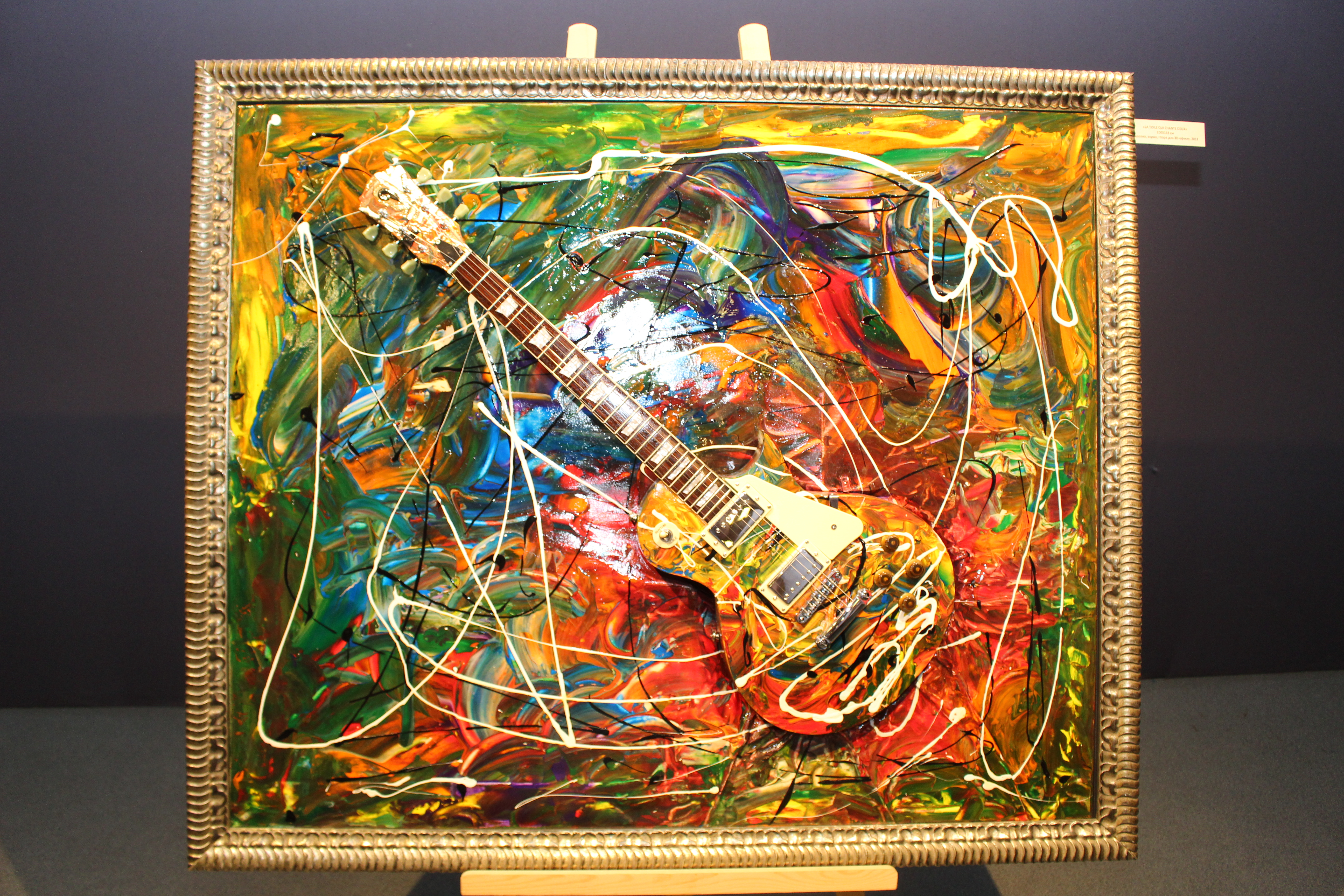
Виставка італійського художника Клаудіо Росаті
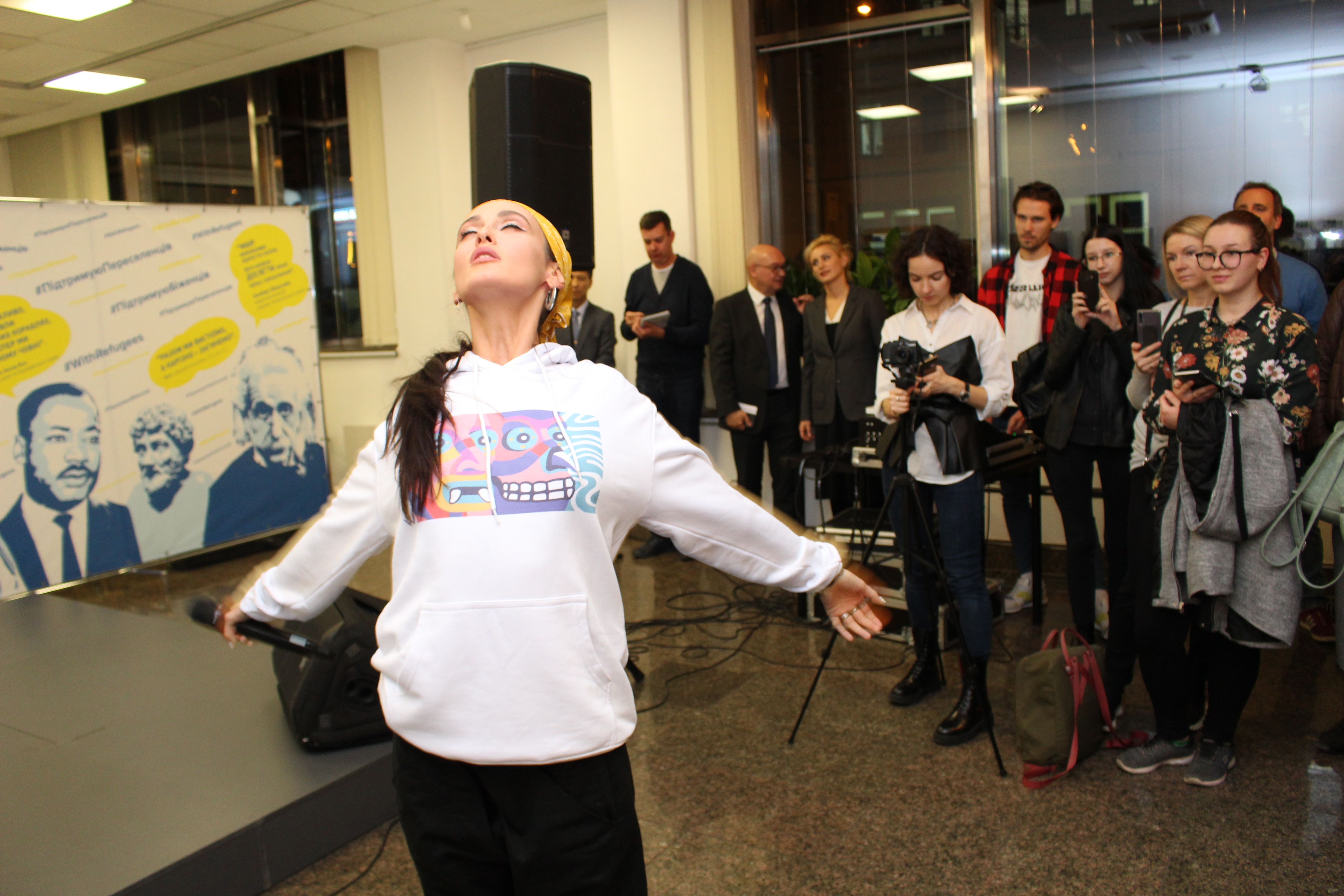
Виступ Аліни Паш на фотовиставці ООН, присвяченій людям без громадянства
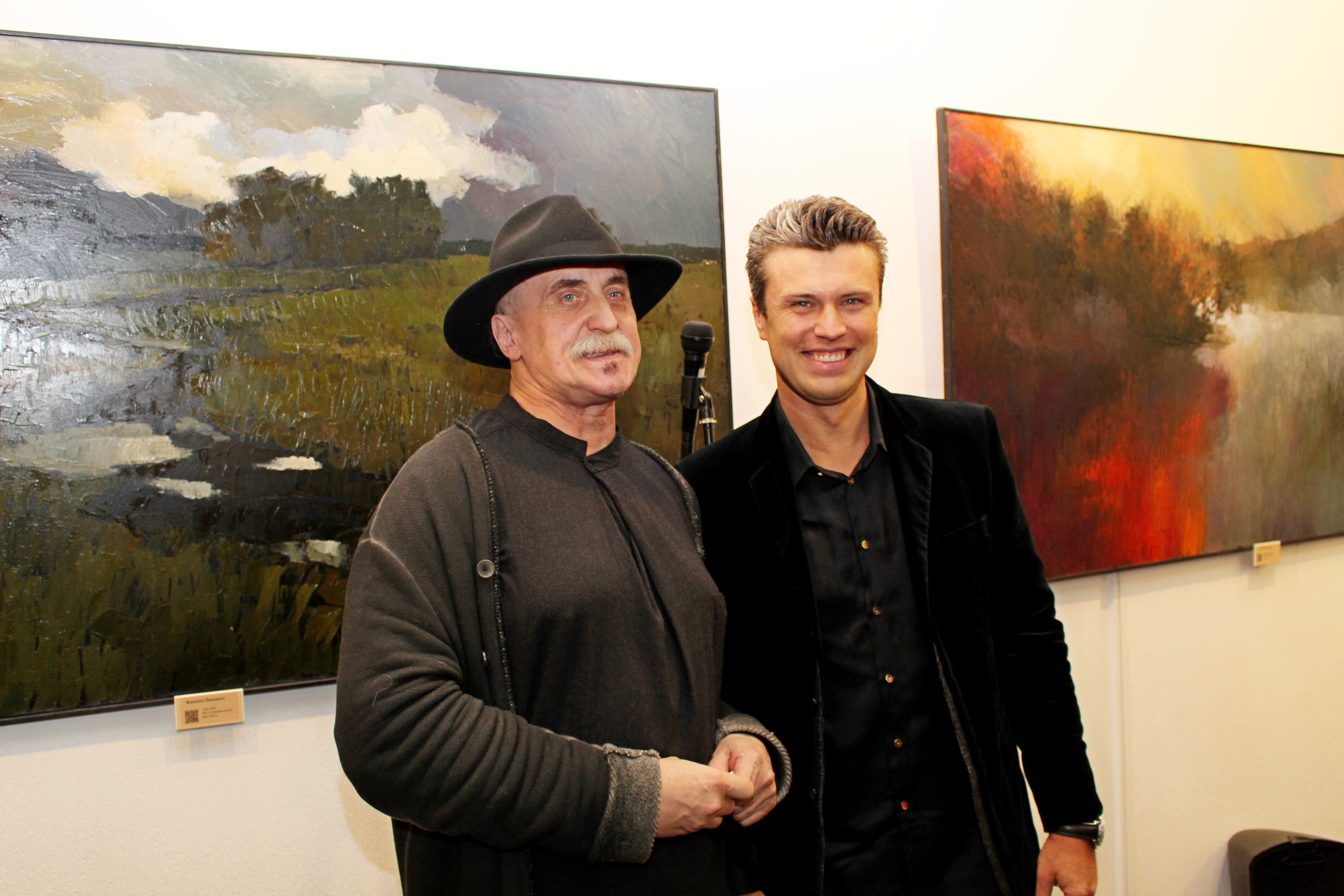
Відомий український композитор Євген Хмара на відкритті виставки Олександра Оніщенка
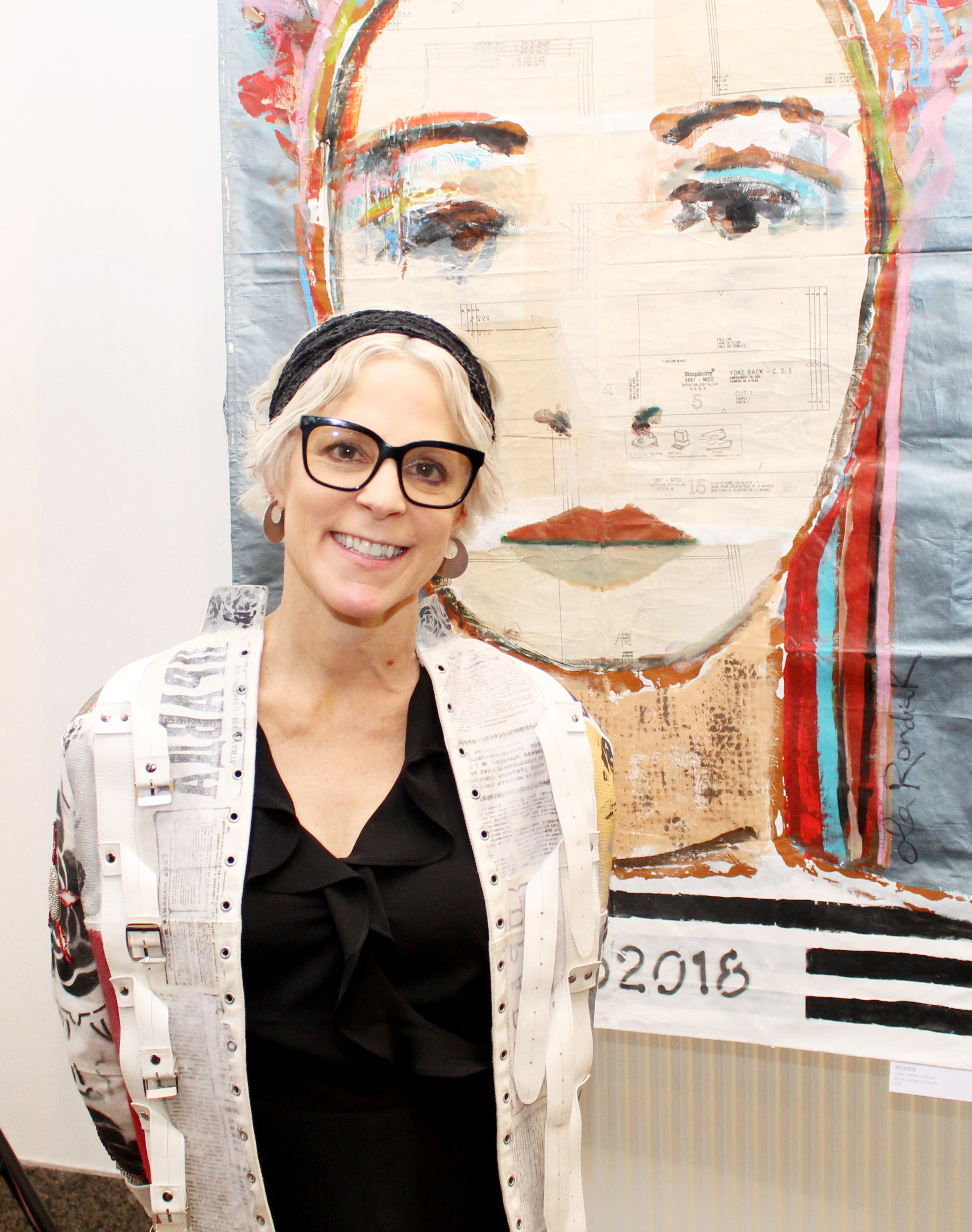
Американська художниця українського походження Оля Рондяк на відкритті виставки "Метемпсихоз"

## Філії
Музей налічує дев'ять філій:
- Музейно-виставковий центр (вул. Б. Хмельницького, 7)
- Історико-меморіальний музей Михайла Грушевського
- Музей української діаспори
- Садиба на Кудрявці
- Музей окупації Києва
- Музей Шолом-Алейхема
- Музей шістдесятництва
- Літературно-меморіальний музей М. Булгакова
- Музей Сержа Лифаря (на етапі створення)

Літературне життя столиці презентують «Літературно-меморіальний музей Михайла Булгакова», «Садиба на Кудрявці» та «Музей Шолом-Алейхема». «Музей української діаспори» зібрав першорядну збірку творчого надбання сотень митців, учених, письменників, театральних діячів Києва, які за різних часів були вимушені залишити рідне місто і продовжували гідно представляти Україну за кордоном.
Історико-меморіальний музей Михайла Грушевського, видатного українського вченого світового рівня і громадсько-політичного діяча, взяв на себе високу місію відродження національної свідомості українців і став одним із головних центрів грушевськознавства в Україні
«Музеї окупації Києва» пропонує новий погляд на окупаційні режими Києва. Експозиція музею відображає більшовицький режим окупації Києва 1918 р. та результати більшовицького терору 20-30-х рр. ХХ ст. Разом із тим репрезентовано окупаційний режим, встановлений нацистським загарбниками в Києві та висвітлено історію підпільних і партизанських об'єднань, які діяли на Київщині протягом II Світової війни.
У 2012 році до структури філій долучився «Музей шістдесятництва». Музей відображає історичне місце і значення шістдесятництва в духовному розвитку українського суспільства другої половини ХХ ст., демонструє феномен шістдесятництва як переломного моменту в історії української культури радянського періоду. Після руїни і занепаду 1930-х-1950-х років, це були перші кроки нонконформізму, непоступливості та впертої опозиції в літературі, образотворчому мистецтві, театрі, кіно та науці.

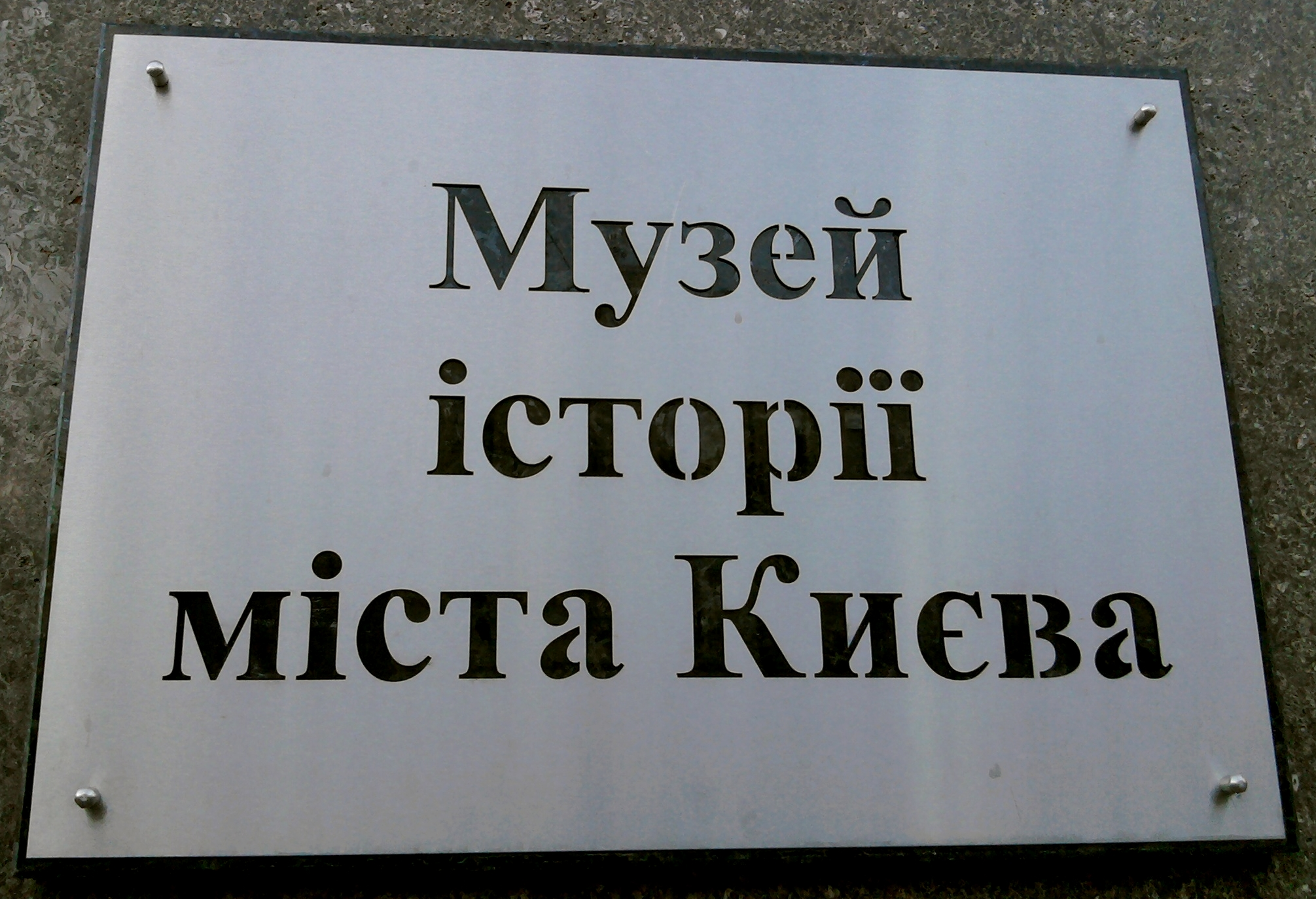
Табличка Музею історії Києва
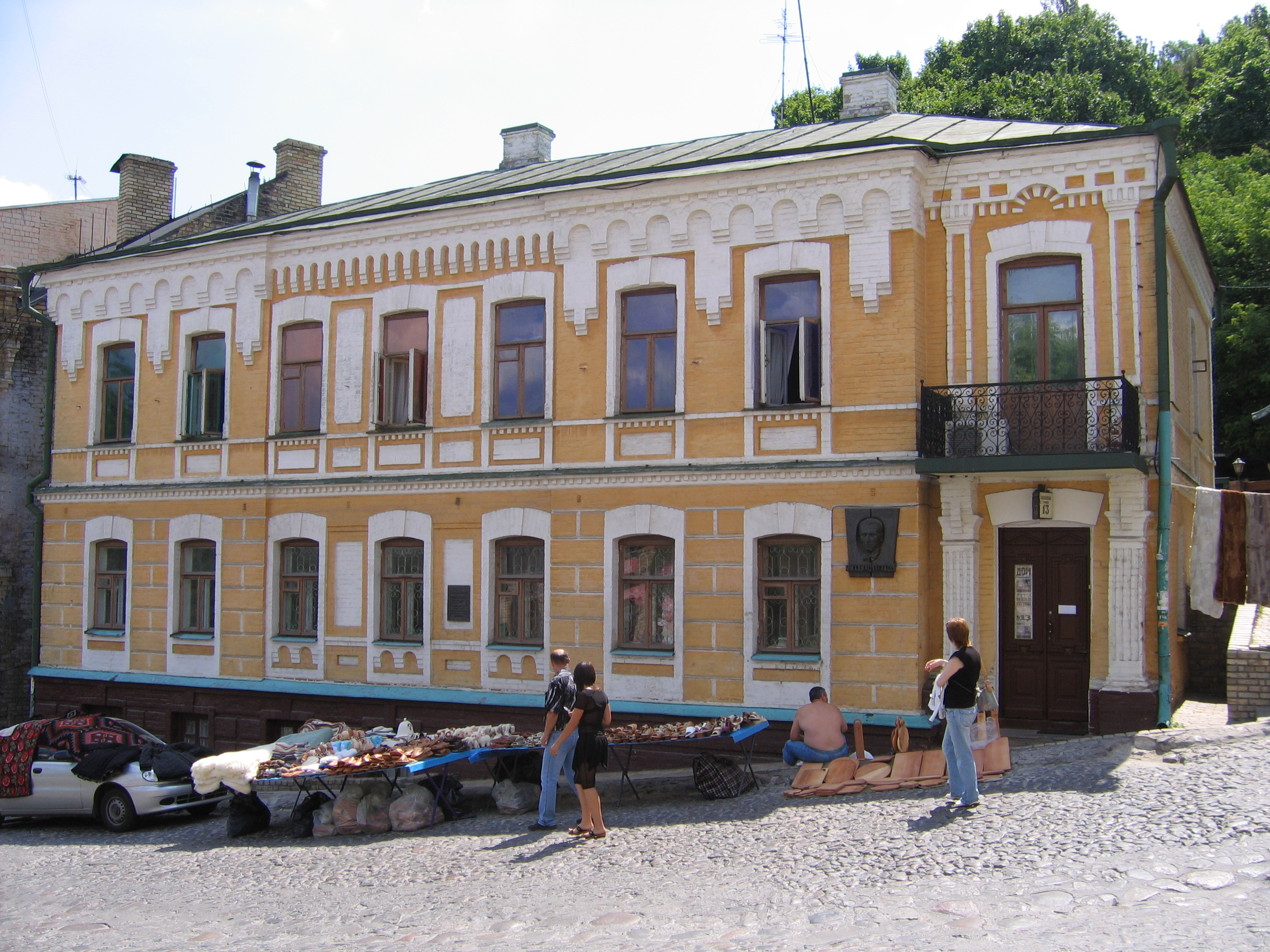
Літературно-меморіальний музей Михайла Булгакова
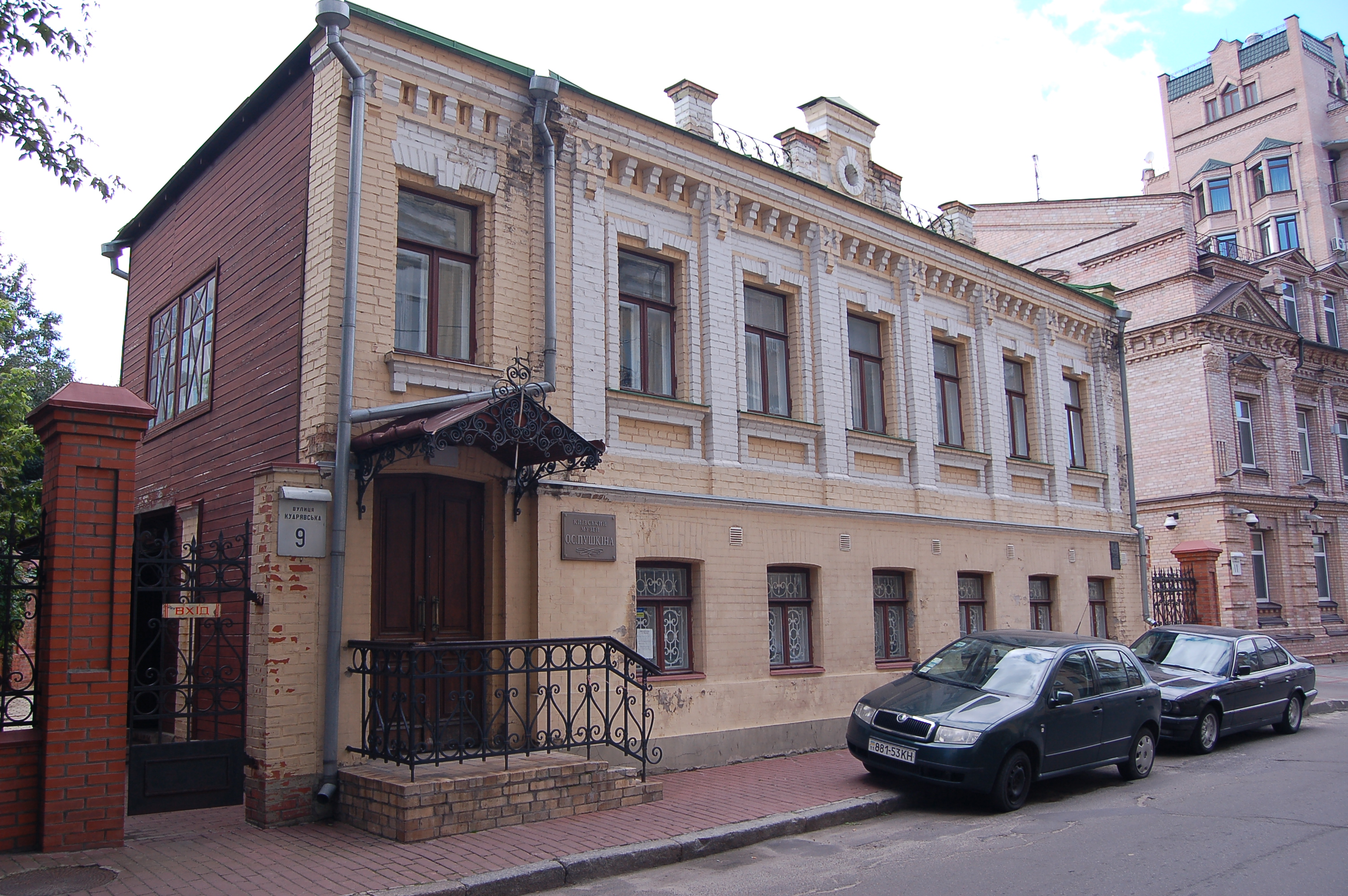
Садиба на Кудрявці
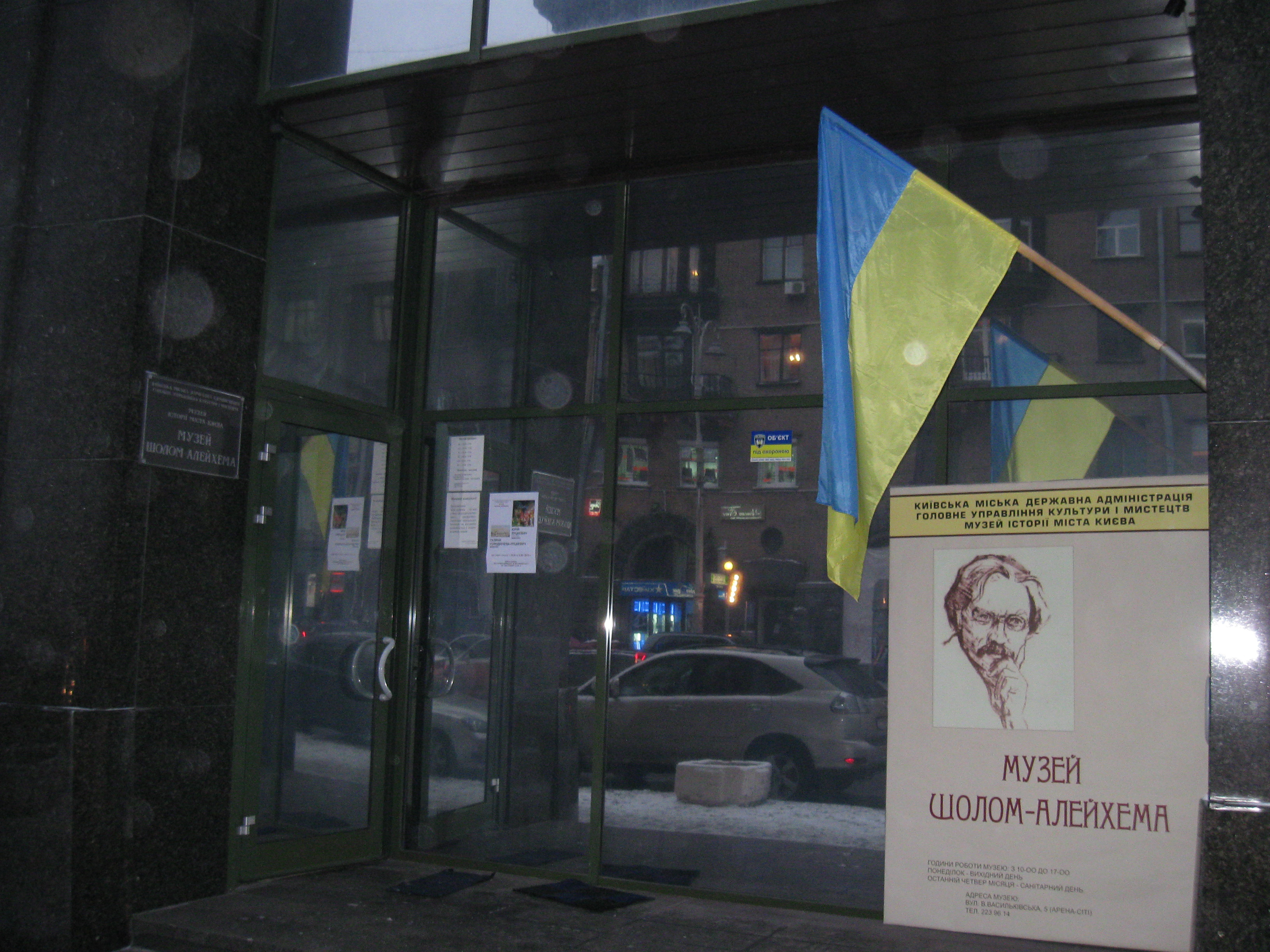
Музей Шолом-Алейхема

## Контакти
Вул. Богдана Хмельницького, 7 (станція метро «Театральна»)
Сайт музею: http://kyivhistorymuseum.org/ [Архівовано 22 серпня 2014 у Wayback Machine.]